# 棕榈滩帝王队
棕榈滩帝王队（Palm Beach Imperials）是新美国篮球协会（ABA）的一支球队，球队坐落在佛罗里达州的棕榈滩县。 球队是根据其拥有者Imperiali Organization（帝王机构）集团的名字命名的。球队是由丹尼尔·因帕拉托（Daniel Imperato）所创建的。  
帝王队在2006年11月开始球队首个赛季的比赛，主体育场是佛罗里达大西洋大学的主场FAU球馆，在那段时间球队和当地的USBL联盟的球队进行了多场表演赛，结果都以帝王队胜利而告终。